# Palpares libelluloides
Palpares libelluloides is een insect uit de familie van de mierenleeuwen (Myrmeleontidae). De wetenschappelijke naam is in 1764 gepubliceerd door Linnaeus.
De volwassen exemplaren lijken door hun grote spanwijdte en lange antennen sterk op een libelle. Ondanks de grote vleugels vliegen ze slecht en rusten vaak uit op grashalmen en in kleine struiken, alvorens weer een stukje verder te vliegen. Aan het einde van de voelsprieten zit een klein knopje.